# Bonjeankromme

Links zijn verdeelspanten weergegeven, rechts de afgeleide Bonjeankrommen. Boven wordt het grootspant afgebeeld, onder een spant uit het achterschip. De waarden y_{n} geven de breedte van het betreffende spant voor verschillende diepgangen T aan. Deze waarden worden gebruikt voor oppervlakteberekening. De lengte van een lijnstuk A_{spt} rechts komt links overeen met de waarde van de oppervlakte van de onderzijde van het spant voor verschillende diepgangen T.

De Bonjeankromme is een kromme waarmee voor verschillende diepgangen de oppervlakte van een verdeelspant (ook wel ordinaat genoemd) kan worden berekend. Door de oppervlakten van alle verdeelspanten te combineren kan de kromme van spantoppervlakten (ook wel verplaatsingskromme genoemd) worden bepaald, waarmee het volume of waterverplaatsing en zwaartepunt van het onderwaterschip (deel van de romp onder de waterlijn), zonder huid en aanhangsels kan worden bepaald. Ook kan hiermee de langscheepse ligging van het drukkingspunt worden bepaald. Een andere methode werkt met behulp van waterlijnen in plaats van spanten, maar deze geeft slechts uitkomsten voor een gelijklastig schip, terwijl met Bonjeankrommen de waarden niet alleen voor een schip met trim, maar ook in een golfpatroon bepaald kunnen worden. De kromme van spantoppervlakten wordt weergegeven over de verticalentekening in het lijnenplan.
De Bonjeankromme is van belang bij het bepalen van de stabiliteit en de scheepssterkte.

## Waterverplaatsing
Het schip is opgedeeld in 21 dwarsdoorsneden die zich op gelijke afstand bevinden van elkaar tussen de voor- en achterloodlijn in het vlak van het grootspant. Dit zijn niet de werkelijke bouwspanten, maar verdeelspanten. Bij elk verdeelspant wordt de oppervlakte uitgerekend. Door de oppervlakte van een verdeelspant uit te zetten als lijnstuk van het halve spantaanzicht wordt de Bonjeankromme verkregen. Door deze te combineren bij een bepaalde diepgang en trim wordt een kromme van spantoppervlakten verkregen.

## Zwaartepunt van waterlijn en onderwaterschip
Aan de hand van de verplaatsingskromme kan met de regel van Simpson ook het zwaartepunt ☉ en het oppervlaktetraagheidsmoment van een waterlijn bij een bepaalde diepgang en trim worden berekend. Het zwaartepunt wordt gegeven ten opzichte van een referentiepunt. Dit kan de achterloodlijn zijn, of de halve lengte tussen de loodlijnen. Door voor de tussenliggende diepgangen ook het zwaartepunt uit te rekenen, kan ook het zwaartepunt van het gehele onderwaterschip, oftewel het drukkingspunt, worden vastgesteld.